# Mohamed Al-Fayed
Mohamed Abdel Moneim Al-Fayed (Arabisch: محمد عبد المنعم الفايد) (Alexandrië, 27 januari 1929 – Londen, 30 augustus 2023) was een Egyptische zakenman en miljardair.
Hij was van 1985 tot 2010 eigenaar van het Britse warenhuis Harrods en was tot 2013 de eigenaar van de Engelse voetbalclub Fulham Football Club. Hij bracht in 1996 het tijdschrift Punch opnieuw op de markt, het werd geen succes en het verdween weer in 2002. De Egyptenaar heeft jarenlang tevergeefs geprobeerd de Britse nationaliteit te verkrijgen.

## Levensloop
Geboren in een arme buurt in Alexandrië, wist hij zich op te werken tot leraar. Later werd hij rijk door zijn werk voor Adnan Khashoggi. Hij begon in Egypte een eigen transportbedrijf. In 1974 vestigde de zakenman zich in Groot-Brittannië, waarbij hij het eerbiedige "al-" aan zijn achternaam plakte. Dat leverde hem de bijnaam "de nep-farao" op. 
In 1979 kocht Al-Fayed het Ritz Hotel in Parijs en in 1985 kocht hij samen met zijn broer Harrods voor 615 miljoen pond. Tiny Rowland, het hoofd van handelshuis Lonrho, liet een onderzoek instellen naar deze aankoop. Bij dit onderzoek in 1990 werd geconstateerd dat de broers Al-Fayed hadden gelogen over hun achtergrond en rijkdom. Het geschil met Rowland ging door toen hij hen beschuldigde van het stelen van juwelen uit zijn persoonlijke kluis bij Harrods. Na de dood van Rowland loste Mohamed Al-Fayed het geschil op door het betalen van een schikkingsbedrag aan de weduwe. Hij diende in 2002 een aanklacht tegen de politie in wegens valselijke arrestatie tijdens deze zaak. De aanklacht werd afgewezen.
Hij was verder betrokken bij het "geld voor vragen"-schandaal, waarin hij parlementsleden van de Conservatieve partij geld had geboden voor het stellen van bepaalde vragen in het Britse parlement.
Zijn zoon Dodi stierf in 1997 samen met Diana, Prinses van Wales bij een auto-ongeluk in Parijs, terwijl ze werden achtervolgd door paparazzi. Mohamed bleef herhaaldelijk beweren dat het geen ongeluk was maar het resultaat van een samenzwering waarbij onder andere prins Philip, hertog van Edinburgh en MI-5 en anderen betrokken zouden zijn.
In 2003 verhuisde hij naar Zwitserland, waarmee hij een overeenkomst met de Britse belastingdienst verbrak. Anno 2011 bezat hij het domein rond de Falls of Shin in de Schotse plaats Lairg.
Al-Fayed overleed op 30 augustus 2023 op 94-jarige leeftijd. Hij overleed een dag voor de 26e sterfdag van Dodi.
Na zijn dood werd Al-Fayed beschuldigd van seksueel grensoverschrijdend gedrag door meerdere medewerkers van Harrods. Oud-trainer Gaute Haugenes van Fulham voegde hieraan toe dat speelsters van de club bij Al-Fayed uit de buurt waren gehouden vanwege geruchten rond diens gedrag. In de jaren negentig was Al-Fayed al beschuldigd vanwege grensoverschrijdend gedrag.